# Distretto di Hung Nguyen
Il distretto di Hung Nguyen (vietnamita: Hưng Nguyên) è un distretto vietnamita della Costa Centro-Settentrionale, nella provincia di Nghe An. 
Il distretto occupa una superficie di 162 km² e consta di 124.245 abitanti (dati 2019). La capitale del distretto è Hung Nguyen.